# Брусница (биљна врста)
Брусница (боровка, црвена боровница, брашњача, европска брусница; лат. Vaccinium vitis-idaea) биљка је из рода боровница. Ендемична је сјеверним подручјима Европе, Азије, Гренланда и сјеверне Америке. Постоји и неколико култивираних одлика — сорте Koralle, Erntedank, Erntekrone, Erzgebirgsperle, Red Pearl, Red Sunset, Sussi, Sanna, Linnea, Ida, Balsgard и Magenta. Како је урод мањи него онај од сората америчке бруснице, узгој није раширен попут споменутих.

## Галерија
- Брусница на Бесној Кобили
- Брусница
- Брусница
- Брусница